# Кірюхін Олександр Федорович
Олександр Федорович Кірюхін (рос. Александр Фёдорович Кирюхин; нар. 6 квітня 1956, Москва, СРСР) — радянський футболіст, захисник.

## Життєпис
Вихованець ДЮСШ ЦСКА, провів за команду в чемпіонаті 8 матчів у 1975-1978 роках. У 1979-1981 роках у другій лізі за СКА (Львів) зіграв 79 матчів. Грав за збірну ПГВ (1986).